# Операція «Гнейзенау»
Операція «Гнейзенау» (нім. Unternehmen Gneisenau), або битва на Ма (фр. Bataille du Matz) чи битва при Мондідьє-Нуайон (фр. Bataille de Montdidier-Noyon) — наступальна операція німецької армії, четверта частина так званого Весняного наступу або наступу Людендорфа на Західному фронті за часів Першої світової війни. Наступ кайзерівських військ за планом операції «Гнейзенау» та бої за Мондідьє-Нуайон відбувалися з 9 по 13 червня 1918 року на річці Ма, притоці правого берега Уази, й мав за мету об'єднати два вклинення Комп'єнського уступу, що утворилися в результаті проведення операцій «Міхаель» і «Блюхер-Йорк». Французька оборона змогла втримати німецький наступ і не допустити подальшого просування сил противника в напрямку Парижу, за цим послідував французький контрнаступ.

## Історія
Третя кампанія кайзерівського наступу, операція «Гнейзенау», мала на меті відтягнути резерви союзників на південь, розширити німецький плацдарм і з'єднати його з плацдармом на Ам'єні. В ході Весняного наступу було проведено чотири німецькі наступальні операції під кодовими назвами «Міхаель», «Джорджетт», «Гнейзенау» та «Блюхер-Йорк».
9 червня 1918 року 21 німецька дивізія перейшла в наступ на 40-км фронті вздовж річки Ма, долаючи затятий опір французьких та американських військ. Переходу піхотних підрозділів в атаку передувала колосальна за розмахом вогнева підготовка — 30 артилерійських батарей на кілометр фронту, з великою часткою важкої артилерії і хімічних снарядів. Німецьким військам вдалося вклинитися місцями на глибину до 15-17 км. Опівдні 9 червня німці атакували французькі позиції між Мондідьє (Сомма) та Нуайоном. Вони зайняли Рессон. 10 червня німці були приблизно за десять кілометрів від Комп'єна. Оскар фон Гут'єр взяв Рибекур. Увечері кайзерівські війська здобули Мелікок, і французькі війська були змушені відступити за річки Уаза і Ма. Але наступ наштовхнувся на другу французьку лінію, «Бретонську оборонну лінію». Завдяки тому, що ще до початку наступальної операції противника, французькій розвідці вдалося отримати данні про її підготовку, і військам підготуватися, катастрофи, на яку розраховував генерал Людендорф, не сталося.
11 червня французькі війська несподівано розпочали контратаку під Комп'єном, унаслідок чого німецький наступ було зупинено. Операція «Гнейзенау» завершилася 12 червня 1918 року ціною 35 000 жертв з боку союзників і 30 000 з боку німців.